# Provincia Orientale (Congo)
La provincia Orientale (province Orientale nella lingua ufficiale francese) era una delle 11 province della Repubblica Democratica del Congo. In base alla Costituzione del 2005, è stata divisa in più province.

## Geografia fisica
La provincia era situata nella parte nordorientale del paese e confinava a nord-ovest con la Repubblica Centrafricana, a nord-est con il Sudan, a sud con le province di Kasai-Oriental Maniema e Nord-Kivu, a ovest con la provincia dell'Equatore  e a est con l'Uganda.

## Storia
La provincia fu creata ai tempi della dominazione coloniale belga, dal 1933 al 1947 il suo nome era quello del capoluogo, l'attuale città di kisangani chiamata all'epoca Stanleyville (in francese) o Stanleystad (in fiammingo).
Nel 1962 la provincia fu dissolta e suddivisa nelle province di Haut-Congo, Kibali-Ituri e Uele, quattro anni dopo fu però ricostituita. Nel 1971 fu chiamata Haut-Zaire e nel 1997, alla fine della dominazione di Mobutu Sese Seko, il nome fu nuovamente modificato dapprima in Haut-Congo e in seguito con il nome attuale.

## Suddivisione prevista con la nuova costituzione
La nuova costituzione, in vigore dal 2006, ha previsto che la provincia venga suddivisa in 4 nuove province: 
- provincia del Basso Uele, con capoluogo Buta
- provincia dell'Alto Uele, con capoluogo Isiro
- provincia dell'Ituri, con capoluogo Bunia
- provincia di Tshopo, con capoluogo Kisangani

Tale modello di organizzazione territoriale è divenuto operativo nel 2015.
| Controllo di autorità | GND (DE) 124453-X |